# Naissance en 972
Naissance
- 968
- 969
- 970
- 971
- 972
- 973
- 974
- 975
- 976

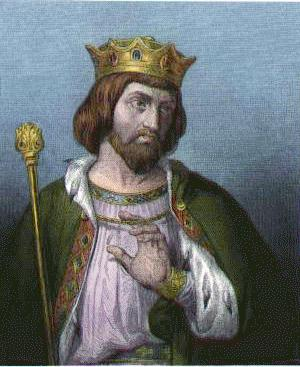
Robert II le Pieux né vers 972.

Cette page dresse une liste de personnalités nées au cours de l'année 972  :
- 26 mai : Raymond Borrell de Barcelone, comte de Barcelone, de Gérone et d'Osona.

- Baha' ad-Dawla Firuz[1], émir du Fars et du Kerman.
- Fujiwara no Michinobu, poète et courtisan japonais du milieu de l'époque de Heian.
- Fujiwara no Seishi, consort de  l'empereur Sanjō du Japon.
- Fujiwara no Yukinari, calligraphe japonais (shodoka) de l'époque de Heian.

date incertaine (vers 972)
- Robert II le Pieux, deuxième roi des Francs.

## Crédit d'auteurs
- Cet article est partiellement ou en totalité issu de l'article intitulé « 972 » (voir la liste des auteurs).